# 里迪克里克鎮區 (北卡羅萊納州戴維森縣)
里迪克里克鎮區（英語：Reedy Creek Township）是位於美國北卡羅萊納州戴維森縣的一個鎮區。

## 地方資料
里迪克里克鎮區的面積為54.38平方千米，皆為陸地。根據2020年美國人口普查的數據，當地共有人口5518人，而人口密度為每平方千米101.47人。